# Лихнерович, Андре
Андре Лихнерович (фр. André Lichnerowicz, 1915—1998) — французский математик и физик. Член Парижской академии наук (1963) и Академии деи Линчеи, член Консультативного совета научных исследований и технического прогресса. Президент Французского математического общества (1955—1956). Командор ордена Почётного легиона.

## Биография
Дед учёного по отцу, принимавший участие в польском патриотическом движении на прусской части разделённой Польши, эмигрировал во Францию в 1860 году, где женился на француженке. Андре окончил парижскую Высшую нормальную школу; в этот период большое влияние на него оказали лекции Эли Картана по дифференциальной геометрии. В 1936 году Лихнерович получил «агреже» (право на преподавание). В 1938 году он был принят сотрудником престижного Национального центра научных исследований. В 1939 году состоялась защита его диссертации по проблемам общей теории относительности (руководителем был Жорж Дармуа).
Во время нацистской оккупации Франции Лихнерович преподавал в Клермон-Ферране, куда был эвакуирован Страсбургский университет. В 1949 году он вернулся в Париж, сначала преподавал в университете, а с 1952 года — в Коллеж де Франс, где и оставался до своей отставки в 1986 году. 
Кроме науки, Лихнерович много занимался реформой преподавания математики на основе начал теории множеств, общей алгебры и математической логики. В 1967 году правительство Франции образовало «Комиссию Лихнеровича» из 18 специалистов-преподавателей; рекомендации комиссии, основанные на более раннем американском опыте, были позднее признаны неудачным экспериментом.

## Основные труды
- Problèmes globaux en mécanique relativiste, Paris, Hermann, 1939.
- Éléments de calcul tensoriel, Armand Colin 1946, réédition J. Gabay, 2005.
- Algèbre et analyse linéaires, Paris, Masson, 1947.
- Les Théories relativistes de la gravitation et de l'électromagnétisme, Paris, Masson, 1954.
- Théorie globale des connexions et des groupes d'holonomie, Rome, Cremonese, 1955.
- Géométrie des groupes de transformations, Paris, Dunod, 1958.
- Propagateurs et commutateurs en Relativité générale, Paris, PUF, 1961.
- Relativistic Hydrodynamics and Magnetohydrodynamics, New York, W. A. Benjamin, 1967.
- (with Alexandre Favre, Henri Guitton, and Jean Guitton), Chaos and Determinism, Johns Hopkins, 1995.
- (with Alain Connes, and Marco Schutzenberger), Triangle of Thoughts, American Mathematical Society, 2000.

### Русские переводы
- Лихнерович, Андре. Теория связностей в целом и группы голономий. М.: Изд-во иностранной литературы, 1960, 216 с.
  - Переиздание: изд-во Платон, 1997, ISBN 978-5-80100-224-8.
- Лихнерович, Андре. Проникновение духа современной алгебры в элементарную алгебру и геометрию // Преподавание математики: пособие для учителей; пер. с фр. А. И. Фетисов. - М.: Просвещение, 1960. - 163 с.
- Лихнерович, Андре. Теория относительности и математическая физика // Астрофизика, кванты и теория относительности. М.; Мир, 1982, стр. 129—214.

## Научная деятельность
Работал во многих областях математики и физики: математическая физика, релятивистская механика,  теория гравитации, дифференциальная геометрия, теория групп Ли, геометрия групп преобразований.
Топология: изучал топологическую динамику, топологические инварианты, вопросы связи геометрии и топологии.
Дифференциальная геометрия: связал кривизну компактного риманова многообразия с его вещественной геометрией (теорема Бохнера—Лихнеровича), изучил метрическую приводимость римановых однородных пространств. Совместно с А. Борелем исследовал связь приводимости римановых многообразий со структурой их голономии и установил компактность группы голономии риманова многообразия.
Физика: опубликовал монографию об ударных волнах в релятивистской гидродинамике и магнитогидродинамике.